# 鄭檢
鄭檢（越南语：／，1503年9月14日—1570年3月24日）是越南南北朝時期後黎朝的權臣，也是鄭氏政權的第一位君主（1545年－1570年）。歷輔莊宗、中宗、英宗三朝。

## 生平
景統六年八月二十四日（1503年9月14日），鄭檢出生，據稱是後黎朝開國功臣鄭可的後代，興祖毓德王鄭樓第三子，母親黃氏。鄭檢六歲時，鄭樓去世，遂與其母黃氏相依為命。
元和元年（1533年），後黎朝權臣阮淦擁立黎莊宗，掌握軍政大權。鄭檢因為作戰勇猛，深受阮淦信任，並將女兒阮氏玉寶嫁給他為妻。
元和七年（1539年），鄭檢被黎莊宗封為翼郡公。元和十三年（1545年）五月，阮淦被敵對的莫朝奸細下毒致死，鄭檢繼承了他的官職，掌握後黎朝的軍政大權。八月，鄭檢受封為「都將、節制各處水步諸營、兼總內外平章軍國重事、太師、諒國公」，權傾一時。後來更打壓阮淦兩個兒子阮汪及阮潢，結果阮汪被謀害，阮潢出鎮順化，鄭氏家族自此長期在後黎朝掌政。
元和十四年（1546年），莫朝皇帝莫福海病逝，太子莫福源與弘王莫正中爭奪皇位。鄭檢趁機先後於順平三年（1551年）、順平六年（1554年）北伐莫朝。順平七年（1555年）與天祐元年（1557年），鄭檢先後兩次擊敗莫敬典的進攻，並於正治元年（1558年）十月派阮潢出鎮順化，消滅順化、廣南一帶的莫朝勢力。正治二年（1559年）至正治十一年（1568年），鄭檢又多次帶兵北伐莫朝。
正治十二年（1569年）二月，鄭檢晉封上相太國公，號稱尚父。
正治十三年二月十八日（1570年3月24日），鄭檢去世，壽六十八歲。尊封明康太王，諡忠勳。福泰元年十月二十二日（1643年12月2日），文祖鄭梉追上鄭檢廟號為世祖，歷代累贈美字為明康仁智武貞雄略顯德豐功啟業宏謨濟世澤民建謀匡辟肇祥裕國廣運洪謨裕後衍福靖難佐辟垂休篤弼開國剛毅輔國贊治毅威耀武延慶永緒經文綏祿耿光丕憲揚武扶祚興業垂統鴻休綿緒篤裕衍嗣燕謀鴻業豁達寬容立極永興綏福至德廣惠扶運資治洪恩積厚永德大功盛業制治服遠立經陳紀剛明雄斷彰善耀威鎮國安疆光明睿智恭懿果決創法開基景泰永光含章載物茂功宏憲法天興運廓宏恢疆齊聖聰武英果避遠仗義平殘聖神睿智剛健中正英雄豪傑建義造謀開先昌後太始孚先崇基肇慶神武聖文雄才偉略立業配天功高德厚兆謀啟運創業立本太王。

## 家族
- 父：興祖毓德王鄭樓[6]
- 母：慈心淑妃黃氏玉篤[6]

- 妃：[6]
  - 慈福正妃賴氏玉軫
  - 慈儀太妃阮氏玉寶（阮淦之女）
  - 慈行賢妃張氏玉冷[註 2]

- 子：
  - 達義公[6]（俊德侯）鄭檜
  - 成祖哲王鄭松
  - 楊禮公[6]（奉國公）鄭杜
  - 迪義公[6]（永壽侯）鄭桐
  - 勤義公[6]（廣延侯）鄭檸

- 女：[6]
  - 仙玉德芳郡主鄭氏玉春
  - 華容慈緣郡主鄭氏玉孫

## 腳註
1. ↑  〈鄭氏世家〉原文作「尊封明康仁智武貞雄略……創業立本 二白（百）三十二字 大王，諡忠勳。」，惟後段句有「達義公，諱檜，太王世子。」、「第二世　先聖成祖哲王：王諱松，太王第二子。」，今從太王。

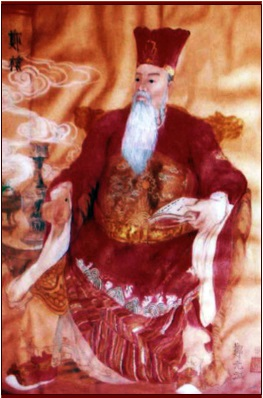
鄭檢畫像

2. ↑  一作慈幸賢妃[7]。